# Norská monarchie
Norský monarcha je hlavou státu Norska, které je konstituční a dědičnou monarchií s parlamentním systémem.
Současným panovníkem je od 17. ledna 1991 král Harald V., který na trůn nastoupil po svém otci Olafovi V. Dědicem trůnu je jeho jediný syn, korunní princ Haakon. Korunní princ v králově nepřítomnosti působí jako regent. Královská rodina má několik dalších členů, včetně královy dcery, vnoučat a sestry. Od rozpuštění unie mezi Norskem a Švédskem a následného zvolení dánského prince králem Haakonem VII. v roce 1905 je norský vládnoucí královský rod linií šlesvicko-holštýnsko-sonderbursko-glücksburské linie rodu Glücksburků.
Ačkoli ústava Norska uděluje králi důležité výkonné pravomoci, téměř vždy je v jeho jménu vykonává Státní rada.
Král se podle zvyklostí vládnutí přímo neúčastní. Ratifikuje zákony a královské rezoluce, přijímá a vysílá vyslance z a do cizích zemí a pořádá státní návštěvy. Hmatatelnější vliv má jako symbol národní jednoty. Král je také nejvyšším velitelem norských ozbrojených sil a velmistrem Řádu svatého Olafa a Norského královského řádu za zásluhy. Král nemá v norské církvi žádnou oficiální roli, ale podle ústavy musí být jejím členem.

## Dějiny
Titul norského krále existuje nepřetržitě od sjednocení Norska v roce 872. Ačkoli Norsko bylo po celou dobu své existence oficiálně dědičnou monarchií, došlo k několika případům voleného následnictví. Naposledy norský lid v referendu roku 1905 potvrdil nastoupení Haakona VII. na trůn.

### Germánské království

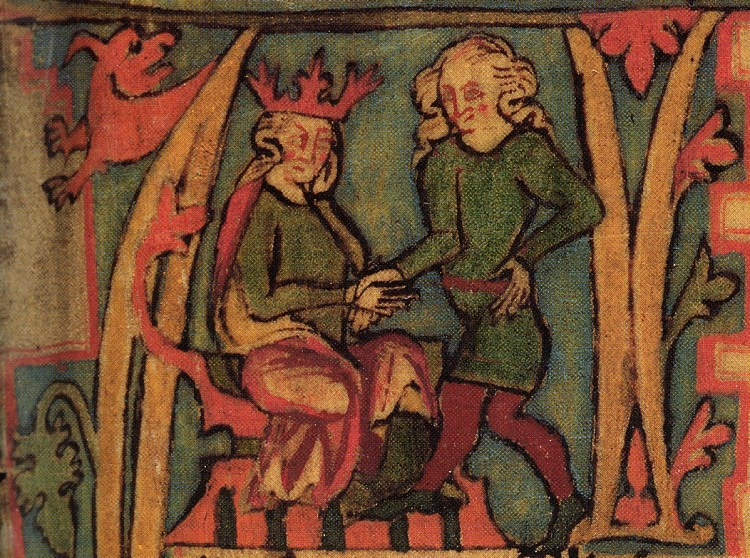
Král Harald dostává Norsko z rukou svého otce na tomto obrázku z Flateyjarbóku ze 14. století

Před a v rané fázi éry Vikingů bylo Norsko rozděleno na několik drobných království. Předpokládá se, že krále obvykle volili vysoce postavení zemědělci z oblasti a působil hlavně jako soudce na lidových shromážděních, jako kněz u příležitosti obětování, a jako vojevůdce v době války.
Prvním norským králem byl Harald I. Krásnovlasý. Datum vzniku sjednoceného Norského království je stanoveno na rok 872, kdy Harald porazil poslední drobné krále, kteří se mu postavili na odpor v bitvě u Hafrsfjordu; upevnění jeho moci však trvalo řadu let. Hranice Haraldova království nebyly totožné s hranicemi dnešního Norska a po jeho smrti se o královskou moc dělily jeho synové. Někteří historici tvrdí, že Olaf II., alias svatý Olaf, který vládl v letech 1015 až 1028, byl prvním králem, který ovládal celou zemi. Olaf je obecně považován za hnací sílu konečné konverze Norska ke křesťanství. Zákon o nástupnictví z roku 1163 stanovil, že všichni králové po synovi Olafa II., Magnusovi I., nebyli nezávislými panovníky, ale vazaly držícími Norsko jako léno od svatého Olafa.

### Středověk

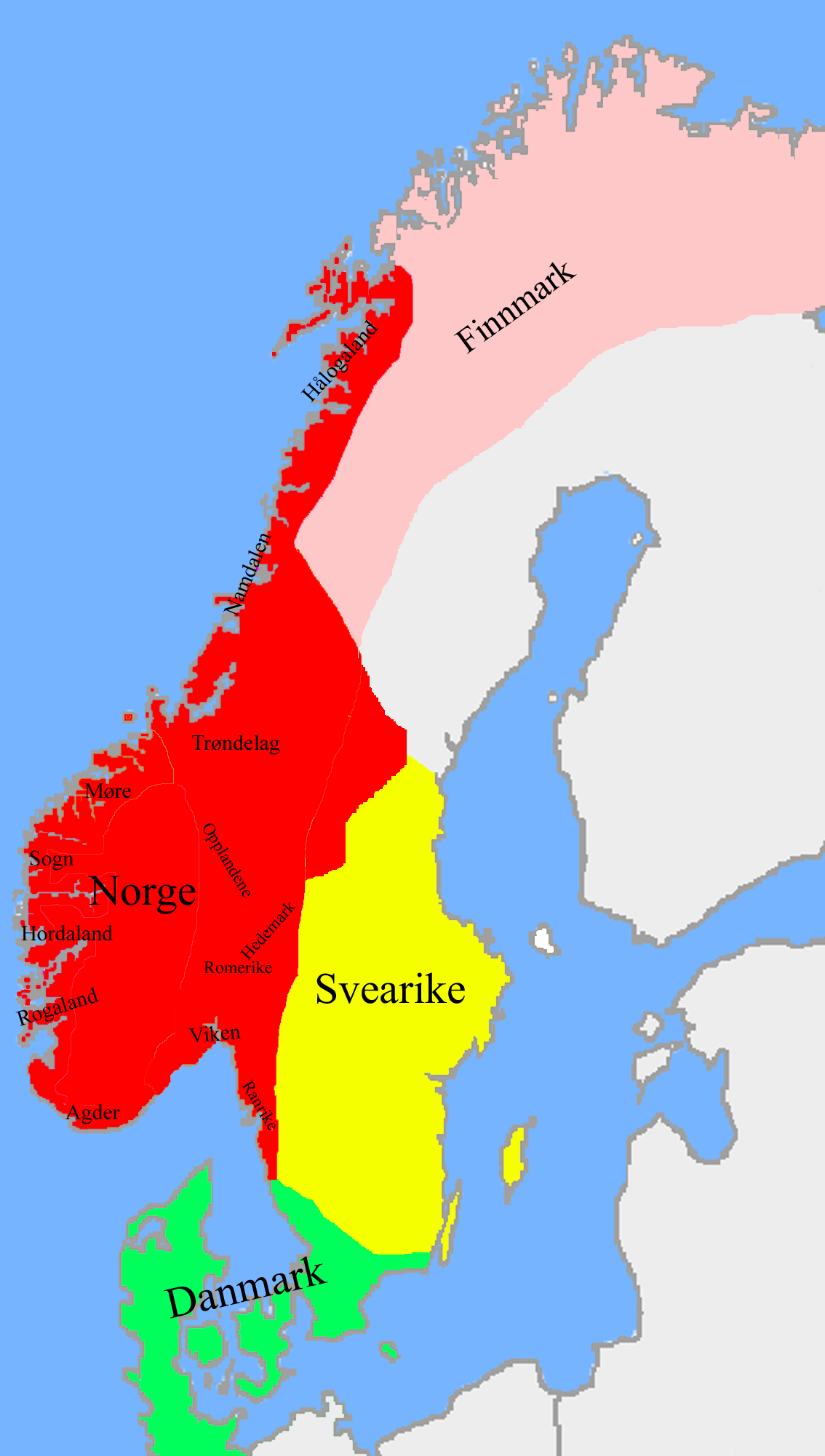
Pevninské Norsko za vlády svatého Olafa asi 1020 našeho letopočtu

Ve 12. a 13. století bylo Norské království na svém geografickém a kulturním vrcholu. Království zahrnovalo Norsko (včetně nyní švédských provincií Jämtland, Härjedalen, Särna, Idre a Bohuslän), Island, Faerské ostrovy, Grónsko, Shetlandy, Orkneje a další menší oblasti na Britských ostrovech. Král měl diplomatické styky s většinou evropských království a mimo jiné uzavřel spojenectví se Skotskem a Kastilií. Byly postaveny velké hrady a katedrály, z nichž nejvýznamnější je Nidaroský dóm.
Král musel být volen shromážděním šlechticů. V průběhu staletí králové upevňovali svou moc a nakonec přísné nástupnické právo učinilo Norsko především dědičným královstvím. V praxi byl král volen Riksrådem, podobně jako v Dánsku.
Po smrti Haakona VI. v roce 1380, nastoupil jeho syn Olaf II. na trůny jak Norska, tak Dánska a byl také zvolen králem Švédska. Po jeho smrti ve věku 17 let sjednotila jeho matka Markéta tato tři skandinávská království v Kalmarskou unii. Olafovou smrtí vymřela norská královská linie po meči; po dalších 567 let byl také posledním norským králem, který se narodil na norské půdě.
K úpadku norské monarchie přispěla černá smrt v letech 1349–51. Nejničivějším faktorem pro šlechtu a monarchii v Norsku byl strmý pokles příjmů z jejich majetku. Mnoho farem bylo opuštěno a výrazně se zmenšily daně.

### Unie s Dánskem

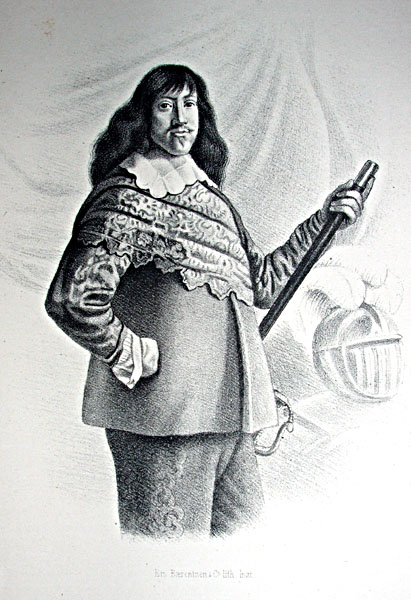
Král Frederik III.

Kalmarská unie byla mimo jiné přímou reakcí na expanzivní a agresivní politiku Hanzy.
Dne 6. června 1523 Švédsko unii natrvalo opustilo a zanechalo Norsko v nerovném svazku s dánským králem, který se již pustil do centralizace unijní vlády. V následujících stoletích norští panovníci většinou pobývali v zahraničí.
V 16. století vyvrcholila protestantská reformace i boj o moc mezi norskými šlechtici a králem. Boj proti dánské nadvládě v Norsku byl tak často spojován s bojem proti reformaci. Následky byly kruté. Norští katoličtí biskupové byli nahrazeni Dány a norská církev byla zcela podánštěna. Norský Riksråd byl zrušen v roce 1536 a do důležitých funkcí v Norsku bylo jmenováno stále více cizinců. Dánští šlechtici tlačili na krále, aby degradoval Norsko na dánskou provincii, aby získali větší kontrolu při volbě budoucích králů.
V této době byl v důsledku nezájmu dánských králů o norské zájmy ztracen Jämtland, Härjedalen, Bohuslän, Shetlandy a Orkneje. Kromě toho ustal veškerý kontakt s Grónskem.
V roce 1661 zavedl Frederik III. v Dánsku a Norsku absolutní monarchii. 

### Vznikající nezávislost

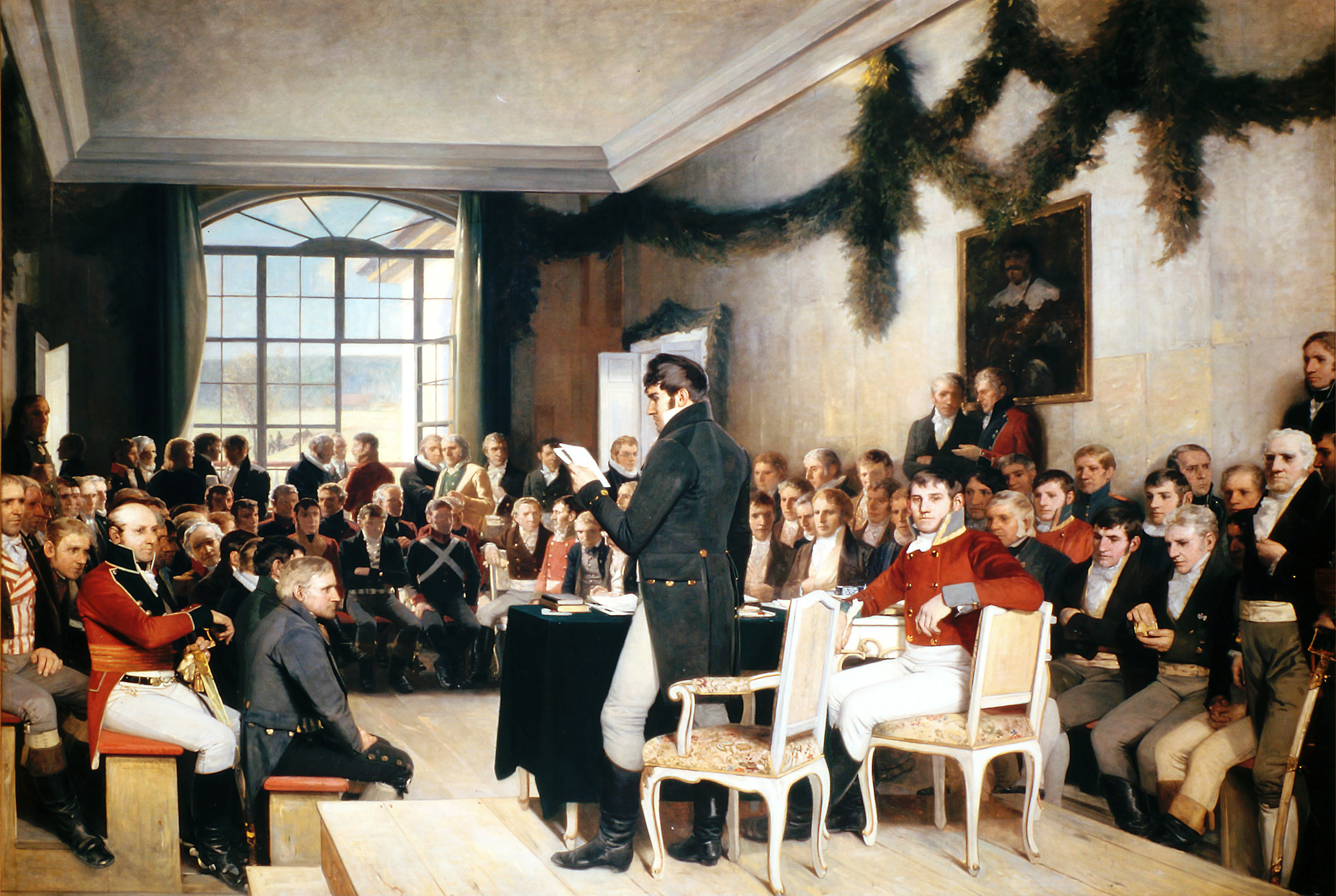
Ústavodárné shromáždění v Eidsvollu v roce 1814.

Během napoleonských válek se Dánsko-Norsko spojilo s Francií. Když Napoleon válku prohrál, byl král na základě Kielské smlouvy v roce 1814 nucen postoupit Norsko švédskému králi. Původně měly Grónsko, Island a Faerské ostrovy zůstat Norsku, ale tento bod byl během jednání vynechán, takže tato území získalo Dánsko.
Když se princ Kristián Frederik, místokrál v Norsku, o této smlouvě doslechl, podílel se na založení norského hnutí za nezávislost. Hnutí za nezávislost bylo úspěšné, částečně díky tajné podpoře ze strany dánské koruny, ale také kvůli silné touze po nezávislosti v Norsku. Dne 10. dubna se v Eidsvollu sešlo národní shromáždění, aby rozhodlo o ústavě. Norsko vyhlásilo nezávislost 17. května 1814 a králem zvolilo Kristiána Frederika. Krátká válka se Švédskem později téhož roku skončila úmluvou z Mossu. Kristián Frederik byl vyhoštěn a Storting zvolil norským králem Karla XIII. Švédského, čímž byla vytvořena Švédsko-norská unie. Na oplátku král uznal norskou ústavu.
Konečným výsledkem bylo, že se norská monarchie stala konstituční monarchií. V této nové unii mělo Norsko mnohem větší nezávislost než za předchozího systému. Jedinou oblastí politiky, která nebyla v rukou Norů, byla zahraniční politika. Dánsko zavedlo konstituční monarchii 35 let po Norsku. Parlamentní systém byl v Norsku zaveden 17 let před Dánskem a 33 let před Švédskem.

### Unie se Švédskem

Norská královská standarta během unie se Švédskem

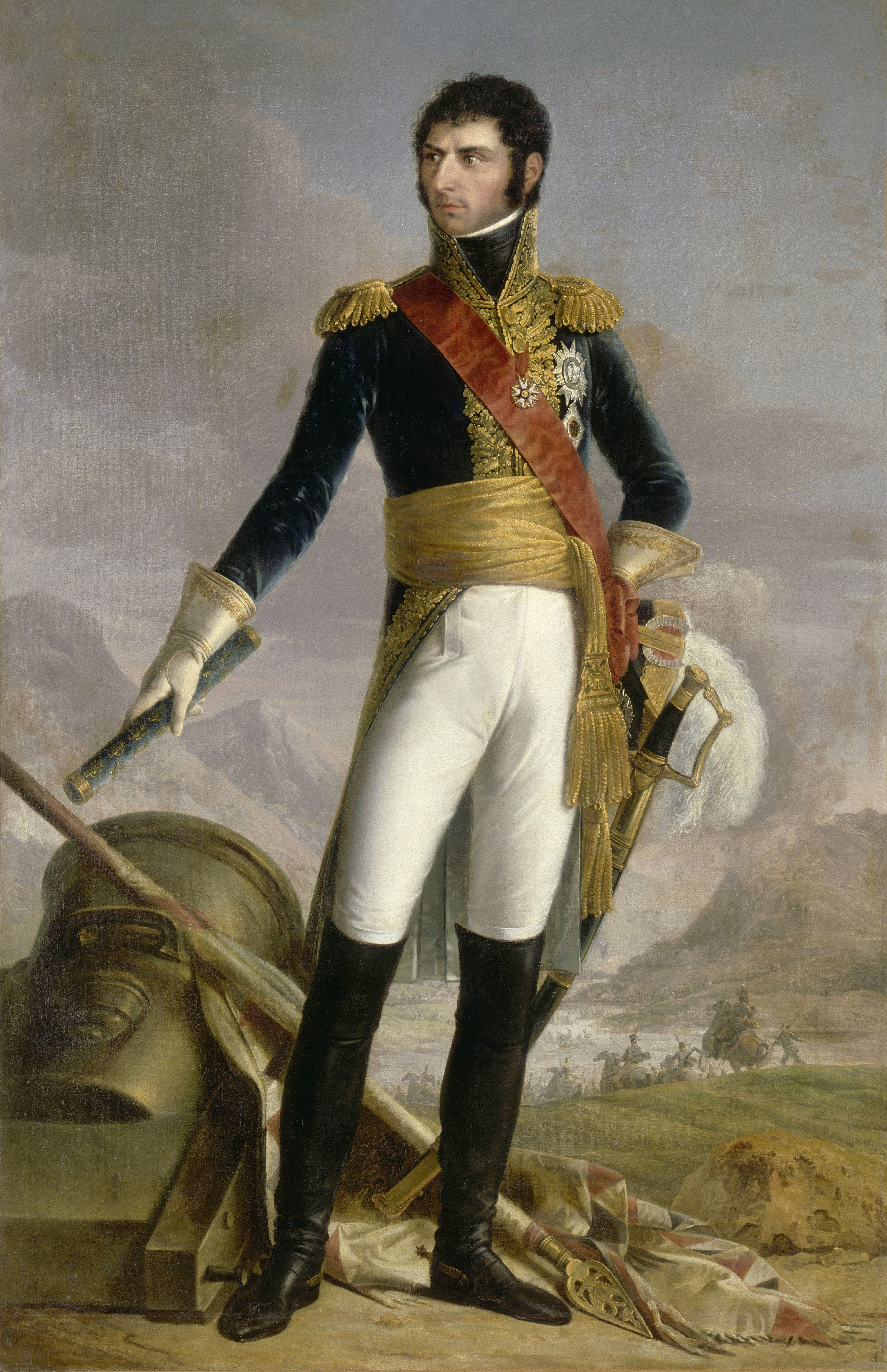
Jean Baptiste Bernadotte (král Karel XIV.), francouzský maršál, švédský král (1818)

Kielská smlouva stanovila, že Norsko mělo být postoupeno dánsko-norským králem švédskému králi. To však bylo odmítnuto v Norsku, kde již sílily požadavky na nezávislost. Bylo svoláno norské ústavodárné shromáždění a 17. května 1814 byla přijata liberální ústava. Následovala krátká válka, která skončila novou dohodou mezi norským parlamentem a švédským králem.
Úmluva z Mossu byla z norského hlediska významným zlepšením oproti podmínkám diktovaným Dánsku a Norsku v Kielské smlouvě. Norsko již nemělo být považováno za švédské území, ale spíše za rovnocennou stranu v personální unii dvou nezávislých států. Norsko si ponechalo svůj vlastní parlament a samostatné instituce. Unie byla nicméně poznamenána neustálou a rostoucí nespokojeností Norů.
Královský rod Bernadotte se snažil být jak norským tak švédským královským rodem. V tomto období byl postaven královský palác v Oslu. V Trondheimu se konaly korunovace norských králů. Princové dokonce nechali v Norsku postavit lovecký zámeček, aby tam mohli trávit více času. Král Oskar II. mluvil a psal plynule norsky.

### Plná nezávislost

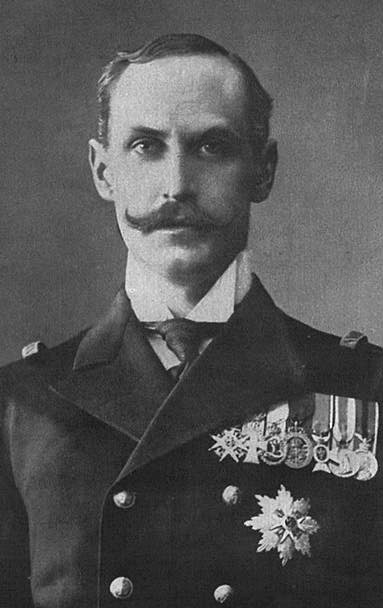
Král Haakon VII. na začátku své vlády

V referendu 13. srpna 1905 hlasovalo ve prospěch rozpuštění Unie drtivých 368 208 Norů (99,95 %), proti bylo 184 (0,05 %), přičemž hlasovalo 85 % norských mužů. Nehlasovaly žádné ženy, protože volební právo jim bylo uděleno až v roce 1913; nicméně norské feministky shromáždily více než 200 000 podpisů ve prospěch rozpuštění.
Během léta již norská delegace oslovila 33letého prince Karla Dánského, druhého syna korunního prince Frederika Dánského. Norský parlament zvažoval i jiné kandidáty, ale nakonec vybral prince Karla, částečně proto, že už měl syna, který by mohl pokračovat v následnické linii, ale spíše proto, že Karel byl ženatý s Maud z Walesu, dcerou krále Eduarda VII. Britského. Norský parlament doufal, že si tím zajistí podporu Británie.
Ačkoli norská ústava stanovuje, že pokud nežije osoba způsobilá k nástupu na trůn, může si Storting zvolit nového krále, Karel si byl vědom toho, že mnoho Norů – včetně předních politiků a vysokých vojenských důstojníků – upřednostňuje republikánskou formu vlády. Pokusy přesvědčit prince, aby přijal trůn na základě volby parlamentu, selhaly; Karel trval na tom, že korunu přijme pouze tehdy, pokud norský lid vyjádří svou podporu pro monarchii v referendu a pokud ho parlament poté zvolí králem.
Norští voliči ve dnech 12. a 13. listopadu ve druhém ústavním referendu za tři měsíce téměř 79% většinou (259 563 ku 69 264) rozhodli o zachování monarchie. Parlament pak drtivou většinou 18. listopadu zvolil Karla norským králem. Princ volbu přijal ještě téhož večera a vybral si jméno Haakon, tradiční jméno používané norskými králi. Posledním králem s tímto jménem byl Haakon VI., který zemřel v roce 1380.
Tak se novým norským králem stal Haakon VII. Jeho dvouletý syn a dědic Alexandr, byl přejmenován na Olafa a získal titul korunního prince. Nová královská rodina dorazila do hlavního města Kristianie (později Oslo) 25. listopadu. Haakon VII. složil přísahu 27. listopadu.

### Nová monarchie

Norská královská standarta od roku 1905

První roky nové norské monarchie byly poznamenány nedostatkem financí. Údržba královských sídel byla po počáteční rekonstrukci v roce 1905 do jisté míry zanedbávána. Jedním z příkladů špatné finanční situace je, že princi Karlovi byla při přijetí trůnu přislíbena královská jachta, což se však splnilo až v roce 1947.
Během německé okupace za druhé světové války byl král důležitým symbolem národní jednoty a odporu. Po válce se norskému královskému rodu podařilo udržet rovnováhu mezi důstojností a přístupností.
V pozdějších letech vyvolaly značné kontroverze sňatky tehdejšího korunního prince Haralda v roce 1968 a korunního prince Haakona v roce 2001, ale trvalý dopad na popularitu monarchie byl minimální. I když po válce poklesla podpora monarchie z úrovně nad 90 procenty, zdá se, že zůstává stabilní kolem a většinou nad 70 procenty. V průzkumu veřejného mínění v roce 2012 93 % lidí souhlasilo, že současný panovník dělá pro zemi dobrou práci.

## Ústavní a oficiální role
Ačkoli ústava z roku 1814 uděluje králi důležité výkonné pravomoci, ty jsou téměř vždy vykonávány Státní radou ve jménu krále.

### Imunita
Článek 5 uváděl: Králova osoba je posvátná; nemůže být odsouzen ani obviněn. Odpovědnost leží na jeho radě.
Tento článek se vztahuje na krále osobně. Král má zákonnou imunitu, ačkoli jeho status posvátného byl 8. května 2018 zrušen.
Článek 37 uvádí: Princové a princezny se osobně nezodpovídají nikomu jinému než králi nebo komukoli, o kom král rozhodne, že je bude soudit.
To znamená, že princové a princezny mají podle uvážení krále také imunitu. Může se rozhodnout, že je nechá soudit běžnými soudy, nebo se může rozhodnout, že je bude soudit sám.

### Státní rada
Státní rada se skládá z krále, předsedy vlády a dalších členů, z nichž všechny jmenuje král na návrh předsedy vlády. Státní rada je vládou Norska a předsedá jí král. Schází se nejméně jednou týdně, obvykle v pátek. Král také vyhlašuje mimořádná zasedání státní rady v situacích, které vyžadují naléhavá opatření, která nemohou čekat na další plánované zasedání.
Článek 12 uvádí: Král sám volí Radu z norských občanů, kteří mají právo volit. [...] Král rozděluje úkoly mezi členy Státní rady, jak uzná za vhodné.
Článek 30 uvádí: [...] Každý, kdo zasedá ve Státní radě, má povinnost svobodně se vyjádřit. Král má povinnost názor vyslechnout, ale může se rozhodnout podle svého vlastního úsudku. [...]

### Veto zákonů
Král musí podepsat všechny zákony, aby nabyly platnosti. Jakýkoli zákon může vetovat. Koruna od rozpadu unie se Švédskem žádný zákon nevetovala.
Článek 78 uvádí: Souhlasí-li král s návrhem zákona, připojí svůj podpis, čímž zákon vzejde v platnost.
Pokud s ním nesouhlasí, vrátí ho Stortingu [...] V takovém případě Storting, který se poté shromáždí, nemůže toto rozhodnutí znovu předložit králi.

### Norská církev
Do roku 2012 byl král ústavní hlavou Norské církve. Norská církev se hlásí k luteránské větvi křesťanství.
Od roku 2012 je církev samosprávná, i když zůstává zavedenou státní církví, k níž se hlásí 86 % Norů. V souladu s ústavou musí být norský král jako hlava státu členem Norské církve.

### Královské řády
Norsko má dva královské řády: Řád svatého Olafa a Norský královský řád za zásluhy. Kromě toho král uděluje několik dalších významných medailí za širokou škálu úspěchů.

### Válka
Článek 25 uvádí: Král je vrchním velitelem pozemních a námořních sil Říše. Král je také vrchním velitelem norského letectva, ale v ústavě to není výslovně zmíněno, protože v roce 1814 žádné letectvo neexistovalo.
Ozbrojené síly s králem zacházejí jako s jejich nejvyšším velitelem, ale není pochyb o tom, že naprostou kontrolu nad ozbrojenými silami má ve skutečnosti zvolená vláda. Norští králové a před nástupem na trůn tradičně absolvují rozsáhlý vojenský výcvik. Během druhé světové války král převzal aktivnější roli v rozhodování a i když vláda měla stále poslední slovo, králově radě byla přikládána velká váha. Během invaze král dostal ultimátum od Němců, kteří požadovali kapitulaci Norska. Král Haakon VII. řekl vládě, že abdikuje, pokud se rozhodnou ultimátum přijmout. V roce 1944 byl korunní princ Olaf jmenován náčelníkem obrany.

## Korunovace

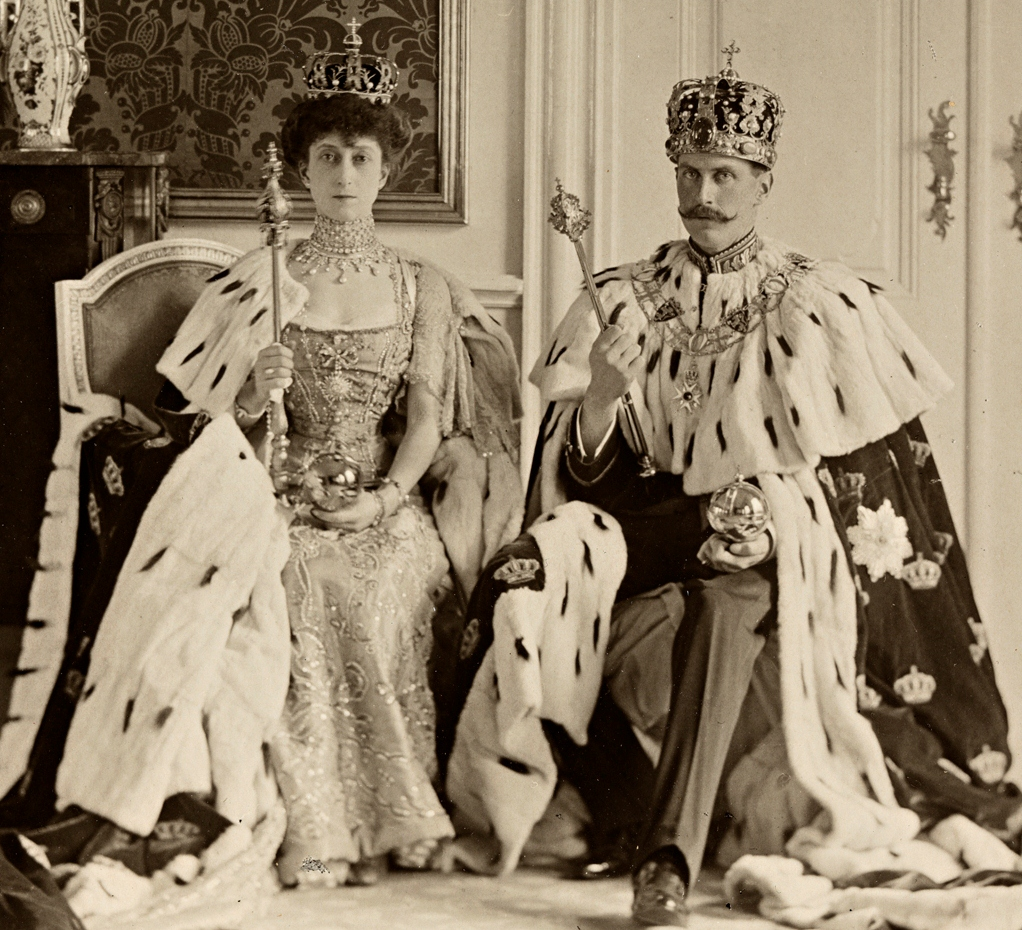
Král Haakon VII. a královna Maud s korunovačními klenoty

Před zaznamenanou norskou historií byl panovník na trůn dosazován aklamací, obřadem konaným na thingu, kde král přísahal, že bude dodržovat zákony země, a shromáždění náčelníci mu přísahali věrnost. První korunovace v Norsku a v celé Skandinávii se konala v Bergenu v roce 1163 nebo 1164. Dlouho se v Norsku konaly oba obřady. Tímto způsobem králi udělovali pravomoce jak šlechticové, tak církev. Korunovace také symbolizovaly, že král bude držet království v lénu sv. Olafovi, věčnému norskému králi. Poslední aklamace se konala na hradě Akershus v roce 1648. Poslední středověká korunovace v Norsku se konala 29. července 1514. Za doby absolutní monarchie (1660–1814) byli norští králové korunováni v Kodani. Dnes král stále prochází ceremonií podobnou aklamaci, když skládá přísahu věrnosti ústavě ve Stortingu. Norská ústava z roku 1814 stanovila, že jakékoli norské korunovace se měly konat v Nidaroském dómu v Trondheimu. Ústavní článek o korunovaci byl zrušen v roce 1908. Korunovační klenoty se v současné době nachází ve starém arcibiskupském paláci v Trondheimu.
Ústava vyžaduje, aby nová královna nebo král okamžitě složil přísahu před Stortingem (nebo, pokud Storting nezasedá, před Státní radou a znovu před Stortingem, jakmile bude zasedat). Přísaha zní takto: „Slibuji a přísahám, že budu spravovat Norské království v souladu s jeho ústavou a zákony; pomoz mi tedy Bůh, Všemohoucí a Vševědoucí.“

## Následnictví
Následnictví norského trůnu užívá od roku 1990 absolutní primogenituru, jak je popsáno v článku 6 norské ústavy. Na trůn mohou nastoupit pouze potomci vládnoucího panovníka. Pokud král nebo královna zemře a nežije nikdo, kdo by mohl nastoupit na trůn, může Storting zvolit nového krále nebo královnu.

## Finance
Král, královna, korunní princ a korunní princezna jsou osvobozeni od placení jakýchkoli daní a výše jejich osobních peněžních prostředků není zveřejněna. Ostatní členové královské rodiny toto privilegium po svatbě ztrácí.
V norském státním rozpočtu na rok 2010 byla královské domácnosti přidělena částka 142,5 milionu norských korun. Král a královna také dostali 16,5 milionu jako apanáž. 500 milionů norských korun bylo na konci 90. let přiděleno na rozsáhlé rekonstrukce královských rezidencí. Obnova královského paláce v Oslu dalece přesáhla stanovený rozpočet, protože strukturální stav paláce byl mnohem horší, než se očekávalo. Velké náklady však byly kritizovány v médiích.

## Rezidence
Královská rodina a panovník mají po celé zemi k dispozici několik sídel. Všechny oficiální rezidence jsou částečně přístupné veřejnosti.

### Královský palác

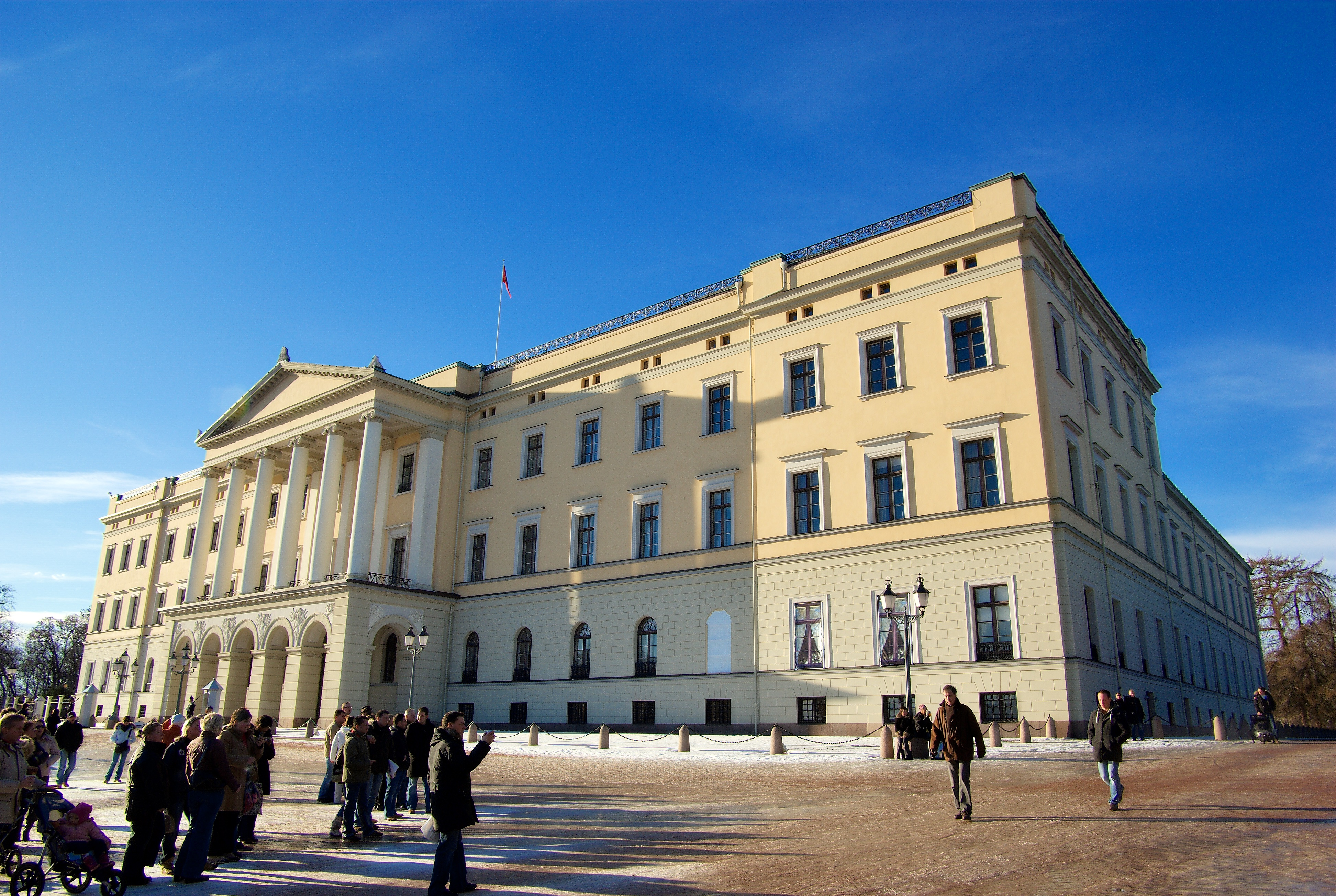
Hlavní průčelí královského paláce v Oslu

Královský palác v Oslu slouží jako oficiální sídlo panovníka. Byl postaven v první polovině 19. století jako norské sídlo norského a švédského krále Karla XIV.

### Gamlehaugen

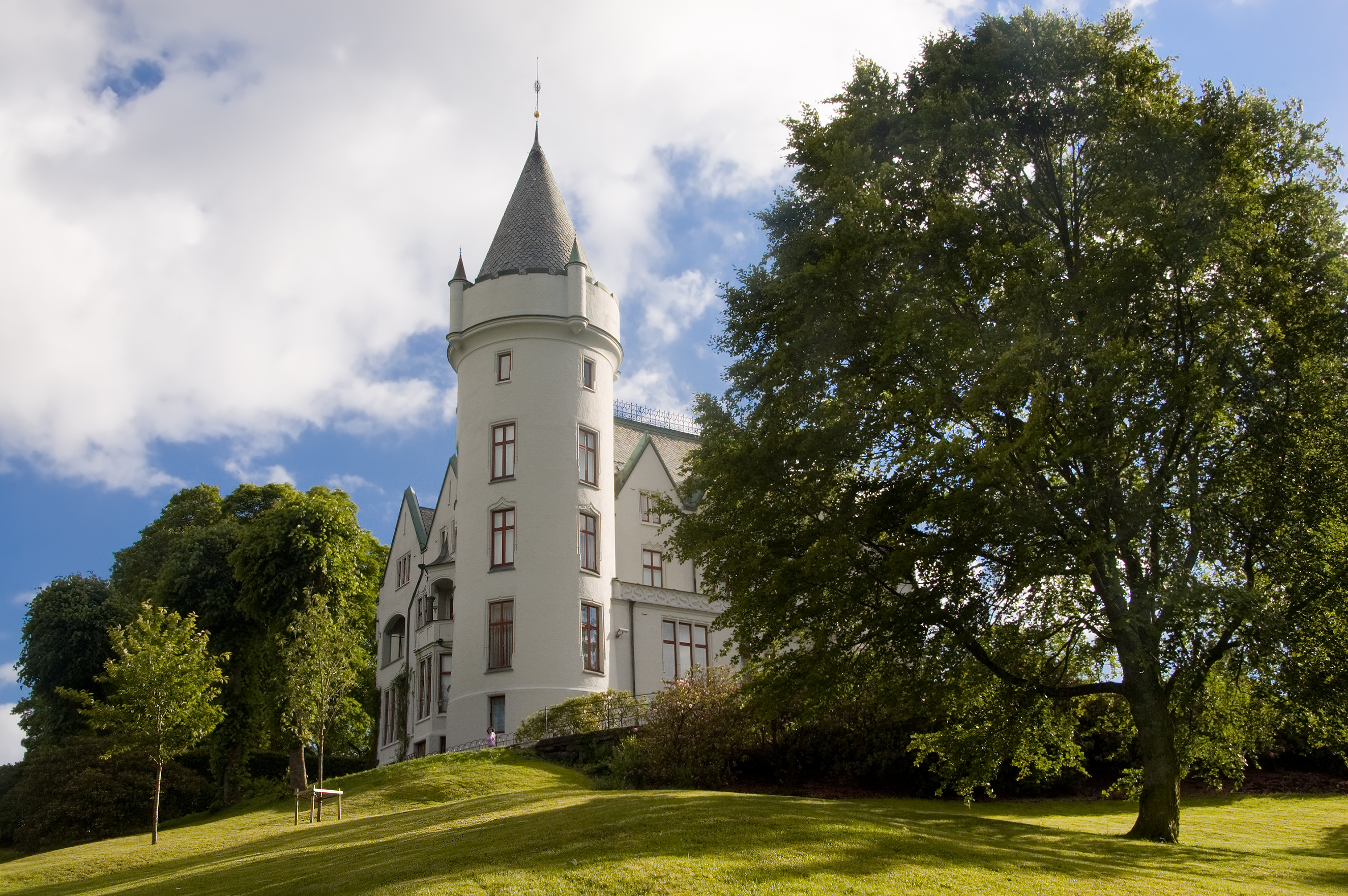
Gamlehaugen

Gamlehaugen je sídlo a panství, které slouží jako sídla panovníka v Bergenu. Původně v budově sídlil premiér Christian Michelsen. V roce 1927 se stalo sídlem královské rodiny.

### Stiftsgården

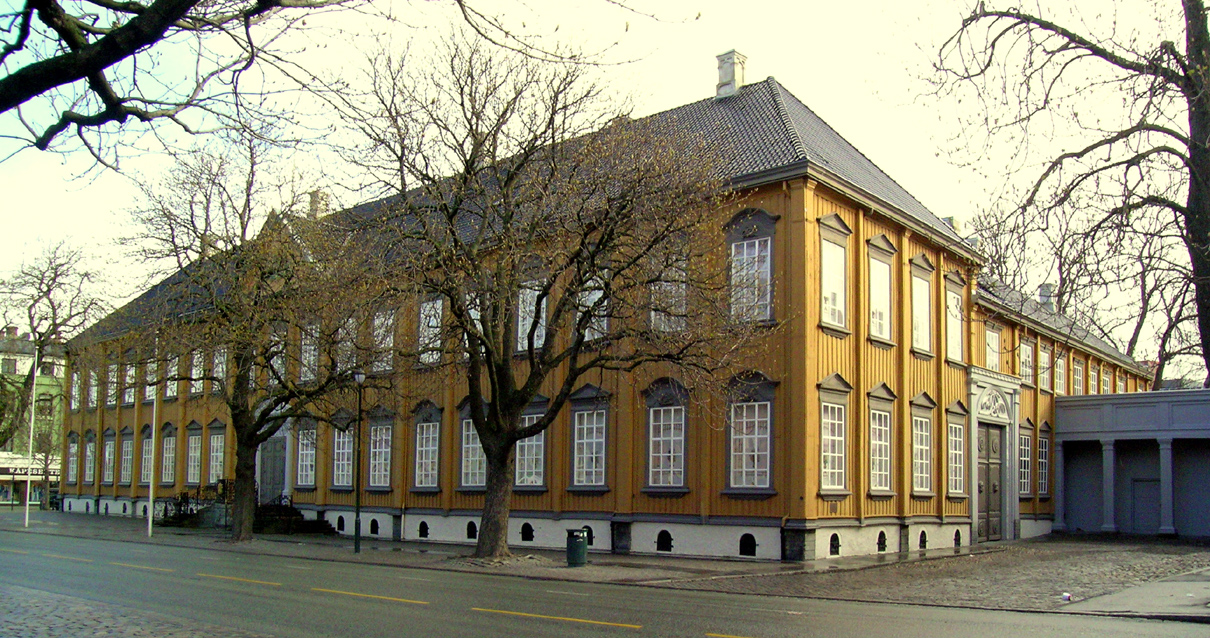
Stiftsgården v Trondheimu

Stiftsgården v Trondheimu je velký dřevěný městský dům, který královská rodina používá od počátku 19. století. V budově se konají oslavy korunovací a svateb, které se tradičně konají v Nidaroském dómu.

### Ledaal
Ledaal je velké panské sídlo ve Stavangeru. Panství původně patřilo vlivné rodině Kiellandů. Od roku 1936 je majetkem Stavangerského muzea a v roce 1949 se stalo královskou rezidencí.

### Další rezidence

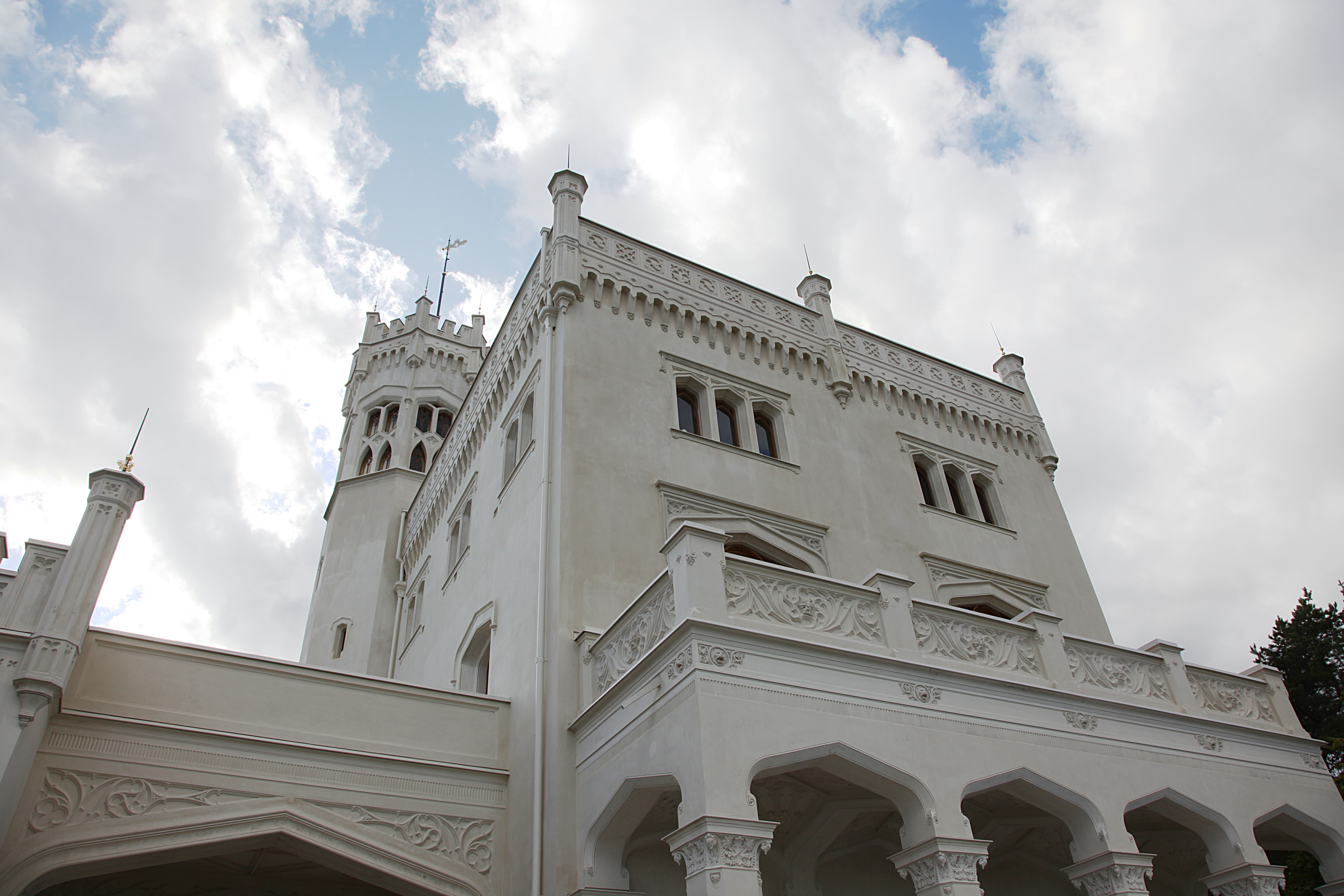
Oscarshall

Královské panství Bygdøy, oficiální letní sídlo, se nachází v Oslu. Po smrti krále Olafa V. v roce 1991 byl park zanedbávaný, ale v roce 2003 byly zahájeny restaurátorské práce, které byly dokončeny v létě 2007, kdy král a královna obnovili tradici používání Bygdø jako letní rezidence. Královská myslivna nebo Kongsseteren se nachází v Holmenkollenu a královská rodina ji využívá každý rok o Vánocích a v průběhu lyžařského festivalu Holmenkollen. Letohrádek Oscarshall se také nachází v Oslu, ale je zřídka používaný.

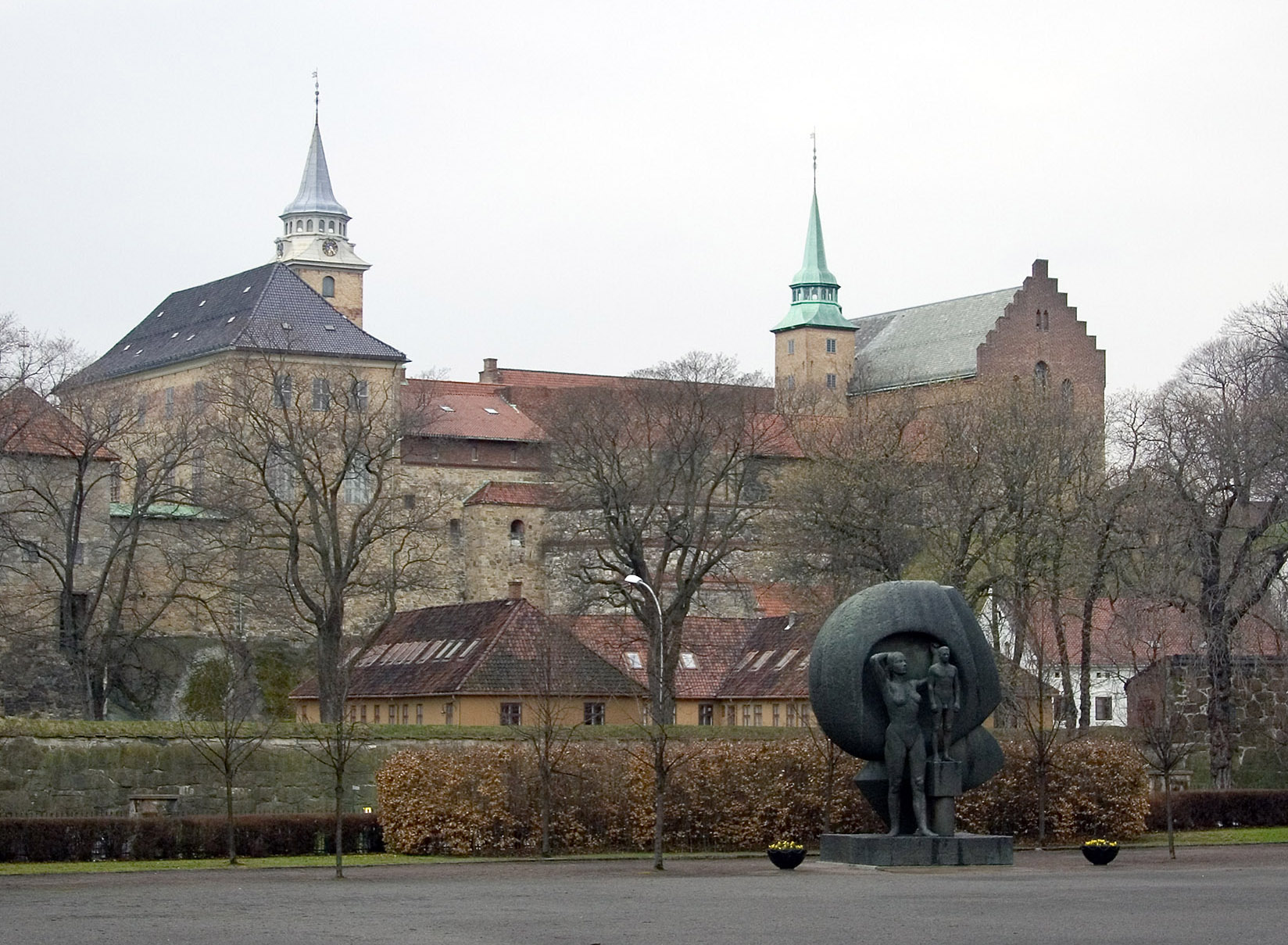
Akershus byl často využíván jako královská rezidence dánsko-norskými králi

Korunní princ a princezna sídlí na panství Skaugum v obci Asker mimo Oslo. Skaugum i královské panství Bygdøy jsou fungující farmy produkující obilí, mléko a maso; zisky jsou reinvestovány do samotných farem. V roce 2004 král převedl řízení zemědělských činností v Bygdøy na Norské lidové muzeum.
Král vlastní královskou jachtu nesoucí jméno HNoMY Norge. Je obsluhována a udržována norským královským námořnictvem a používá se pro oficiální i soukromé cesty v Norsku i do zahraničí. Norské železniční muzeum spravuje královský vlak.

### Bývalé a historické rezidence
- Paléet –⁠ městský dům, který byl v letech 1801 až 1849 před výstavbou královského paláce využíván jako královská rezidence.
- Hrad Akershus – hrad v Oslu, který byl králem Kristiánem IV. přeměněn na palác.
- Pevnost Bergenhus.
- Pevnost Tønsberg – sídlilo zde několik králů, včetně Haakona V. Norského, posledního krále Norska před založením Kalmarské unie.

## Královský erb

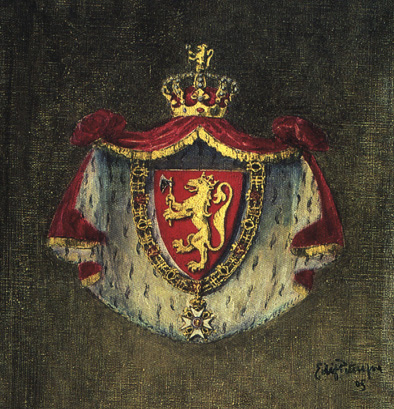
Královský erb z roku 1905 od Eilifa Peterssena

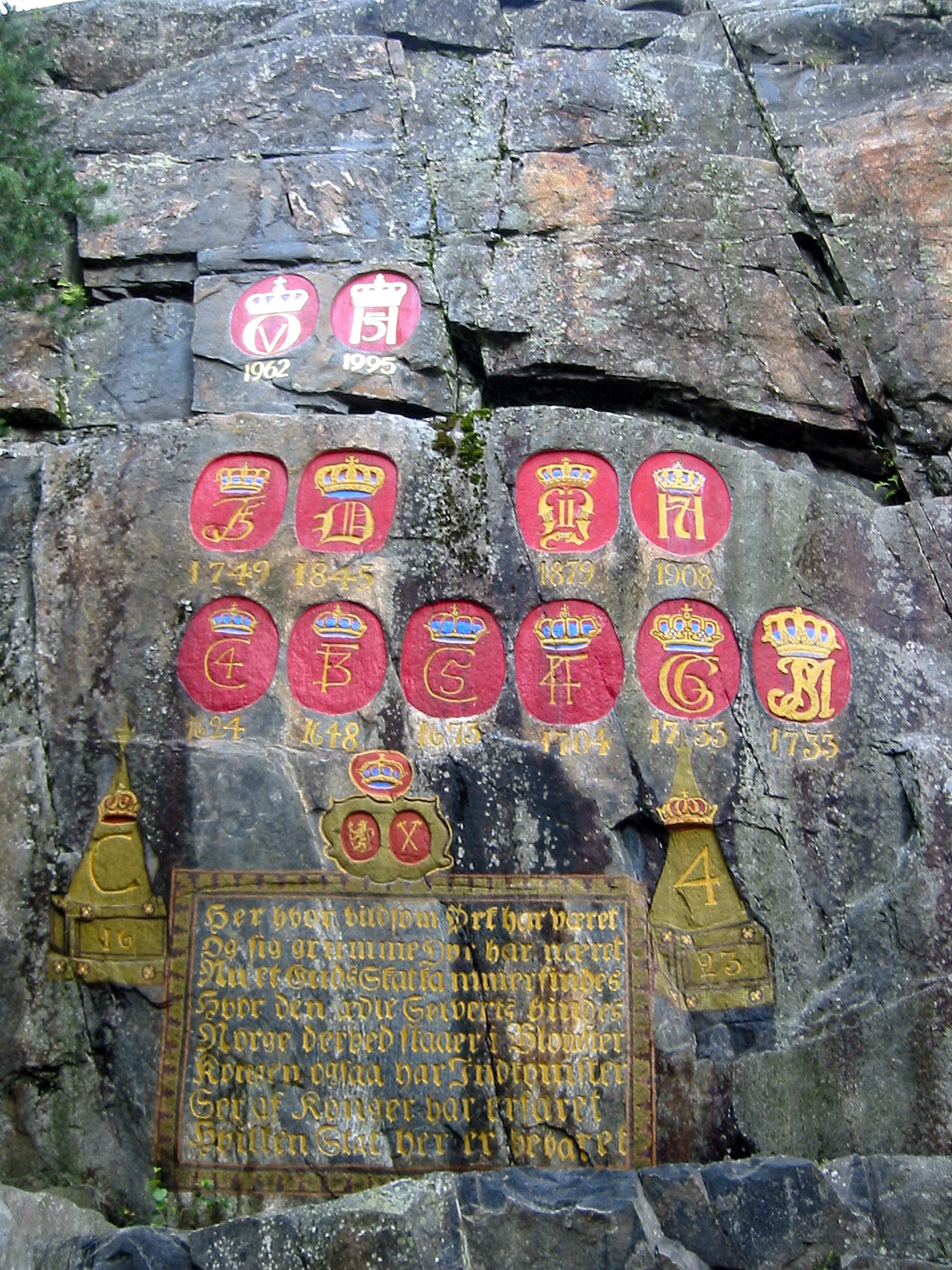
Královské monogramy vyřezané na úbočí hory

Státní znak Norska je jedním z nejstarších v Evropě a slouží jak jako státní znak, tak jako erb královského rodu. Norští králové ho využívají už od středověku.
Haakon IV. Norský (1217–1263) používal štít se lvem. První dochovanou zmínku o barvě erbu můžeme najít v Králově sáze sepsané v roce 1220.
V roce 1280 přidal král Erik II. Norský lvu korunu a stříbrnou sekeru. Sekera představuje mučednickou sekeru svatého Olafa, zbraň použitou k jeho zabití v bitvě u Stiklestadu v roce 1030. V pozdním středověku se rukojeť sekery postupně prodlužovala až připomínala halapartnu. Rukojeť byla obvykle zakřivená, aby odpovídala tvaru štítu preferovaného v té době a také aby odpovídala tvaru mincí. Kratší sekera byla znovu zavedena královským výnosem v roce 1844. V roce 1905 byl oficiální design královského erbu znovu změněn, tentokrát se vrátil ke středověkému vzoru s trojhranným štítem a vzpřímenějším lvem.
Královský erb i standarta používá design lva z roku 1905. Nejstarší dochované vyobrazení královské standarty je na pečeti vévodkyně Ingebjørg z roku 1318.
Královský erb se nepoužívá často. Místo toho je široce používán králův monogram, například na vojenských odznacích a na mincích.